# Break (Enchant)
Break è il quarto album in studio del gruppo musicale statunitense Enchant, pubblicato nel 1998 dalla Inside Out Music.
Si tratta della prima pubblicazione del gruppo ad essere registrata senza l'ausilio del bassista Ed Platt, sostituito da Paul Craddick.

## Tracce
1. Break – 5:02
2. King – 4:33
3. My Enemy – 6:57
4. Defenseless – 4:54
5. The Lizard – 4:44
6. Surrounded – 4:18
7. Silence – 3:35
8. In the Dark – 5:49
9. My Gavel Hand – 5:03
10. The Cross – 6:53
11. Once a Week – 6:23

## Formazione
Gruppo
- Ted Leonard – voce
- Douglas A Ott – chitarra, basso
- Michael "Benignus" Geimer – tastiera
- Paul Craddick – batteria

Altri musicisti
- Bob Madsen – basso (traccia 5)
- Tony Mariano – basso (traccia 11)